# Rome (township, Contea di Bradford, Pennsylvania)
Rome  è una township degli Stati Uniti d'America, nella contea di Bradford nello Stato della Pennsylvania. Secondo il censimento del 2000 la popolazione è di 1.221 abitanti.

## Società

### Evoluzione demografica
La composizione etnica vede una maggioranza di quella bianca (97,95%), seguita dai nativi americani (0,74%) dati del 2000.
| township di Rome Popolazione |       |
| 2000                         | 1.221 |
| Stima al 2009                | 1.195 |